# Newman/Haas/Lanigan Racing
Newman/Haas/Lanigan Racing (NHLR) foi uma equipe de automobilismo que competia na antiga Fórmula Indy. A sede da equipe fica em Lincolnshire, Illinois. Após a cisão da categoria, a equipe passou a correr na CART e na Champ Car (ou Fórmula Mundial, como é mais conhecida no Brasil), onde conquistou todos os 4 títulos disputados. Após a falência da Champ Car, a equipe retornou à Fórmula Indy organizada pela Indy Racing League de Tony George, desafeto de um dos proprietários, Paul Newman. Em 2007, o empresário Mike Lanigan se tornou sócio da equipe, resultando na mudança de nome do time até 2010. Após 2011 a equipe anunciou que não correria na Fórmula Indy em 2012, sendo em parte incorporada pela Rahal Letterman Lanigan. A equipe fechou as portas e vendeu o equipamento. Carl Haas faleceu em 2016.

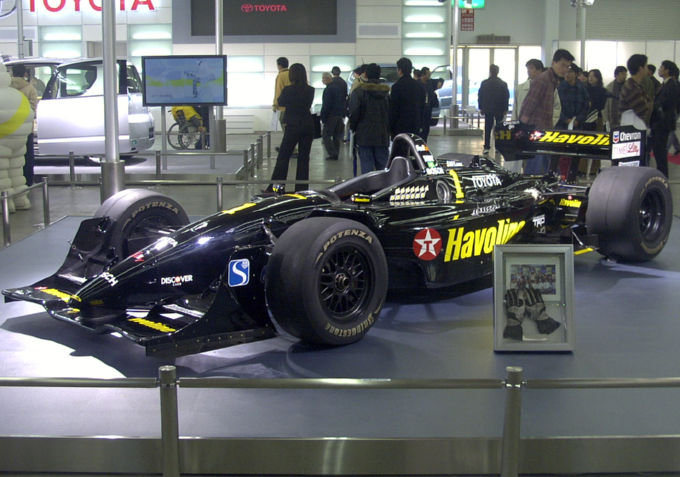
Carro da equipe na CART em 2002

O ex-piloto Carl Haas e o ator Paul Newman decidiram se juntar para ter uma equipe em 1983, com Mario Andretti sendo o piloto do time. Desde então, o time conquistou 108 poles e venceu 105 corridas na Fórmula Indy/Champ Car, tendo vencido campeonatos em 1984 com Mario Andretti, 1991 com Michael Andretti, 1993 com o estreante Nigel Mansell, 2002 com Cristiano da Matta e os últimos 4 títulos da Champ Car, nos anos de 2004, 2005, 2006 e 2007 com o tetracampeão Sébastien Bourdais.

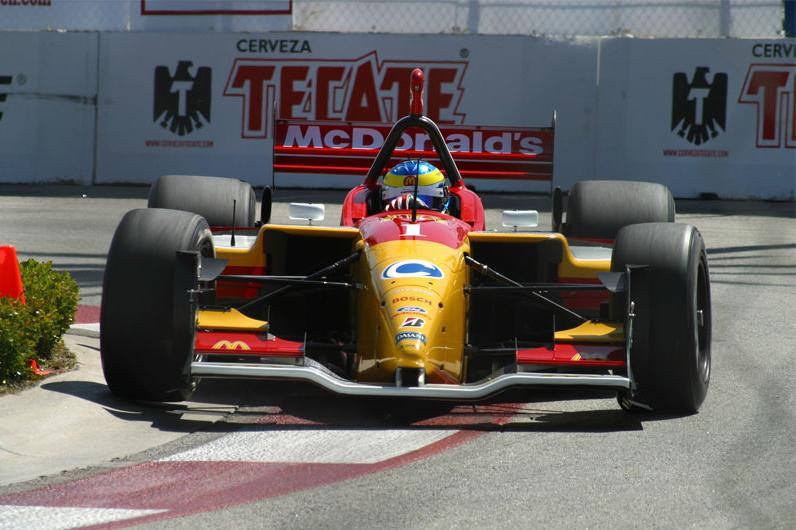
Carro da equipe na Champ Car em 2005.

- Sócios: Carl Haas, Paul Newman e Mike Lanigan.
- Pilotos atuais: Robert Doornbos e Graham Rahal

## Pilotos
| Temporada | Nome                       | Chassis | Motor     | Pneus       | Pilotos                                              | Classificação |
| --------- | -------------------------- | ------- | --------- | ----------- | ---------------------------------------------------- | ------------- |
| 2009      | Newman/Haas/Lanigan Racing | Dallara | Honda     | Firestone   | Robert Doornbos/Oriol Servia Graham Rahal            |               |
| 2008      | Newman/Haas/Lanigan Racing | Dallara | Honda     | Firestone   | Justin Wilson Graham Rahal                           |               |
| 2007      | Newman/Haas/Lanigan Racing | Panoz   | Cosworth  | Bridgestone | Sebastien Bourdais Graham Rahal                      |               |
| 2006      | Newman/Haas Racing         | Lola    | Cosworth  | Bridgestone | Sebastien Bourdais Bruno Junqueira                   |               |
| 2005      | Newman/Haas Racing         | Lola    | Cosworth  | Bridgestone | Sebastien Bourdais Bruno Junqueira Oriol Servia      |               |
| 2004      | Newman/Haas Racing         | Lola    | Cosworth  | Bridgestone | Sebastien Bourdais Bruno Junqueira                   |               |
| 2003      | Newman/Haas Racing         | Lola    | Cosworth  | Bridgestone | Bruno Junqueira Sebastien Bourdais                   |               |
| 2002      | Newman/Haas Racing         | Lola    | Toyota    | Bridgestone | Cristiano da Matta Christian Fittipaldi              |               |
| 2001      | Newman/Haas Racing         | Lola    | Toyota    | Bridgestone | Cristiano da Matta Christian Fittipaldi              |               |
| 2000      | Newman/Haas Racing         | Lola    | Ford      | Firestone   | Michael Andretti Christian Fittipaldi                |               |
| 1999      | Newman/Haas Racing         | Lola    | Ford      | Goodyear    | Michael Andretti Christian Fittipaldi Roberto Moreno |               |
| 1998      | Newman/Haas Racing         | Swift   | Ford      | Goodyear    | Michael Andretti Christian Fittipaldi                |               |
| 1997      | Newman/Haas Racing         | Swift   | Ford      | Goodyear    | Michael Andretti Christian Fittipaldi Roberto Moreno |               |
| 1996      | Newman/Haas Racing         | Lola    | Ford      | Goodyear    | Michael Andretti Christian Fittipaldi Roberto Moreno |               |
| 1995      | Newman/Haas Racing         | Lola    | Ford      | Goodyear    | Michael Andretti Paul Tracy                          |               |
| 1994      | Newman/Haas Racing         | Lola    | Ford      | Goodyear    | Nigel Mansell Mario Andretti                         |               |
| 1993      | Newman/Haas Racing         | Lola    | Ford      | Goodyear    | Nigel Mansell Mario Andretti                         |               |
| 1992      | Newman/Haas Racing         | Lola    | Chevrolet | Goodyear    | Michael Andretti Mario Andretti                      |               |
| 1991      | Newman/Haas Racing         | Lola    | Chevrolet | Goodyear    | Michael Andretti Mario Andretti                      |               |

## Pilotos que já correram pela equipe
- Mario Andretti (1983-1994)
- Michael Andretti (1989-1992, 1995-2000)
- Sébastien Bourdais (2003-2007)
- Cristiano da Matta (2001-2002)
- Robert Doornbos (2009)
- Teo Fabi (1992)
- Christian Fittipaldi (1996-2002)
- Alan Jones (1985)
- Bruno Junqueira (2003-2006)
- Nigel Mansell (1993-1994)
- Roberto Moreno (1997-1999)
- Oriol Servia (2005-atual)
- Paul Tracy (1995)
- Graham Rahal (2007-atual)
- Justin Wilson (2008)

## Curiosidades
A equipe foi de propriedade do ator norte-americano Paul Newman e do piloto veterano Carl Haas.
A Equipe conseguiu a marca de 100 vitórias na Fórmula Mundial quando Sebastien Bourdais venceu o GP de Portland 2007.
O time venceu corridas em 24 das 25 temporadas em que participou.